# Due volti per vivere... uno per morire
Due volti per vivere... uno per morire è un film giallo italo-tedesco del 1974, diretto da Franz Peter Wirth. Si tratta di una riduzione cinematografica dei 6 episodi della serie L'altro andata in onda sulle reti RAI nel 1973. Il film ha una durata di circa 95 minuti e fu distribuita nei cinema nel 1974 .

## Trama
Mike che ha lasciato la Germania all'età di otto anni ha notizia della morte sia della madre sia del fratello gemello Alexander, avvenute in patria. Tornato in Berlino si mette alla guida dell'azienda del padre, un vero e proprio impero finanziario per l'economia tedesca. Scoprirà che il fratello Alexander non è in realtà morto ma svolge l'attività di spia facendo il doppio gioco a favore degli americani. Mike incontrerà Alexander in Svizzera. Nel momento del loro incontro, Alexander, viene però freddato dai russi sotto gli occhi del fratello gemello. Mike lascerà la Germania e tornerà negli Stati Uniti.